# Protopterus aethiopicus
Protopterus aethiopicus är en fiskart som beskrevs av Johann Jakob Heckel 1851. Protopterus aethiopicus ingår i släktet Protopterus, och familjen Protopteridae.
Fisken finns i Afrika, främst i Tanzania, Demokratiska republiken Kongo, Kenya, Uganda och Sudan. Den lever i Nilen och sjöar såsom Albertsjön, Edwardsjön, Tanganyikasjön, Victoriasjön, Nabugabo, No och Kyogasjön. Den är avlång, mjuk och cylindriskt formad med djupgående fjäll. Svansen är väldigt lång och avsmalnar mot slutet. De kan bli uppemot 200 cm långa. Pektoral- och bäckenfenorna är även de långa och tunna, nästan spaghettiliknande. Nykläckta fiskar har externa gälar mycket lika de hos grodyngel. Efter två till tre månader går de igenom metamorfos till den vuxna fasen, förlorar de utstående gälarna och får gälöppningar. Fiskarna har gulgråa eller rosatonade grundfärger med mörkt skiffergråa fläckar. Detta bidrar till en mosaik- eller leopardliknande effekt över kropp och fenor. Färgmönstret är mörkare vid huvudet och ljusnar av.
Den har med 133 miljarder baspar det största kända genomet av någon känd vertebrat, och ett av de största av alla organismer på jorden, tillsammans med Polychaos dubium och Paris japonica, med 670 och 150 miljarder baspar.

## Underarter
Arten delas in i följande underarter:
- P. a. aethiopicus
- P. a. congicus
- P. a. mesmaekersi